# بني تليس
بنو تليس سلالة بربرية الهوارة من بنو عبد الدار بن قصي من بطون قبائل قريش الوافدة من المغرب ظهروا في ليبيا سنة 1228م و اتخذوا من مدينة "تليس" بني وليد حالياً عاصمةً لهم. تأسست السلالة على يد الشيخ "أحمد بن محمد بن علي العبدري القيرواني " الذي هو أندلسي المولد وإفريقي المنشأ.